# Липине (заказник)
Липине — загальнозоологічний заказник місцевого значення в Україні. Об'єкт природно-заповідного фонду у Ратнівському районі Волинської області. 
Площа — 3 294 га, статус отриманий у 1992 році. Перебуває у користуванні ДП «Ратнівське ЛГ» (Заболоттівське лісництво, кв. 1–20, 21, вид. 1–16; кв. 22–26; кв. 27, вид. 1–14, 17; кв. 28–42). 
Статус надано з метою охорони та збереження у природному стані хвойних лісових насаджень 2 бонітету віком понад 60 років з домішкою дуба звичайного (Quercus robur), берези повислої (Betula pendula), осики (Populus tremula), вільхи чорної (Alnus glutinosa).
Різноманіття природних умов заказника – від напівсухих до надмірно зволожених сприятливе для мешкання і розмноження поліських видів тварин: безхребетних, земноводних, плазунів, птахів, ссавців.  Серед ссавців трапляються: лось (Alces alces), олень благородний (Cervus elaphus), свиня дика (Sus scrofa), куниця лісова (Martes martes), вивірка звичайна (Sciurus vulgaris), заєць сірий (Lepus europaeus). 
Птахи представлені такими видами: горобцеподібні (Passeriformes) – щеврик лісовий (Anthus trivialis), вівсянка звичайна (Emberiza citrinella), зеленяк (Carduelis chloris), синиця велика (Parus major) і блакитна (P. caeruleus); дятлоподібні (Piciformes): дятли звичайний (Dendrocopos major) і малий (Picoides minor). Трапляються рідкісні види: тетерук (Lyrurus tetrix), орябок (Tetrastes bonasia), глушець (Tetrao urogallus), що охороняються Червоною книгою України та Бернською конвенцією.